# استریتز
شهر استریتز (به آلمانی: Ostritz) در ایالت زاکسن در کشور آلمان واقع شده‌است.

## نگارخانه

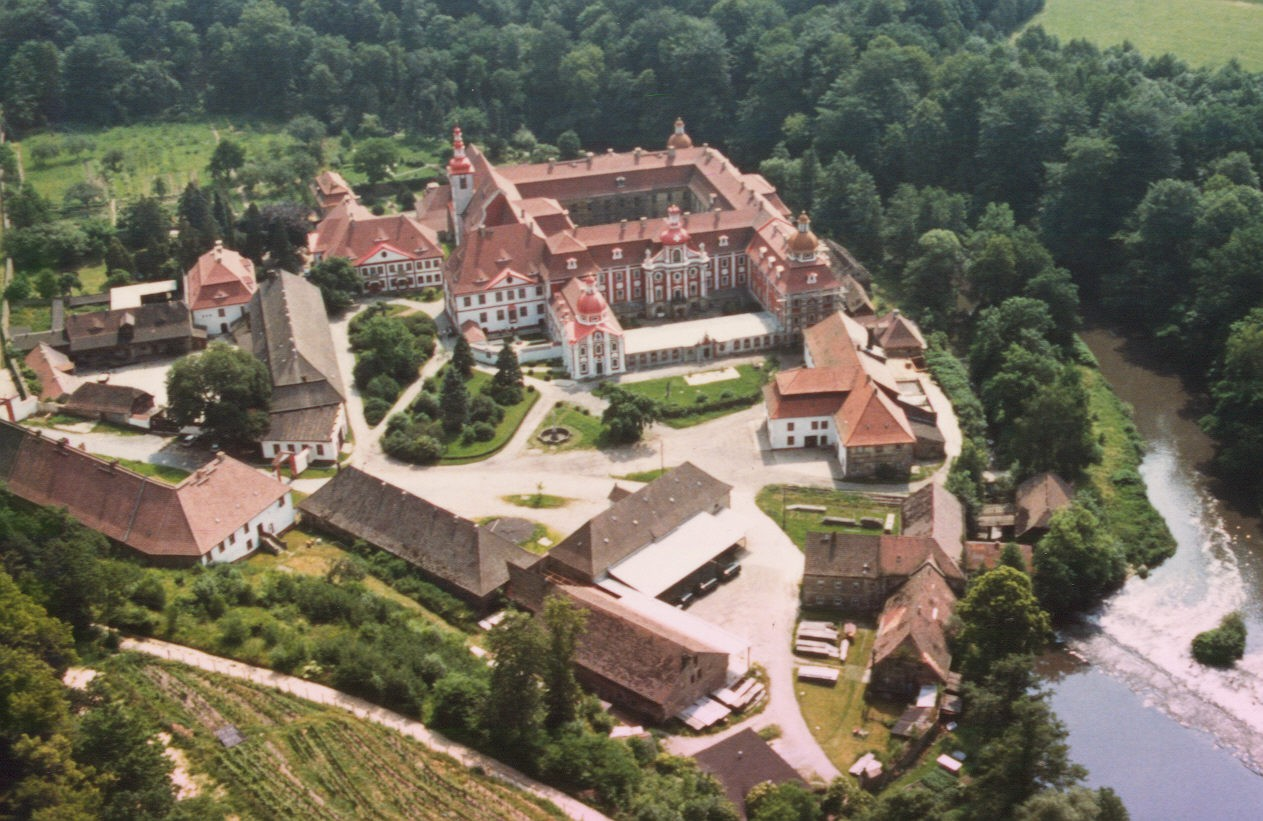
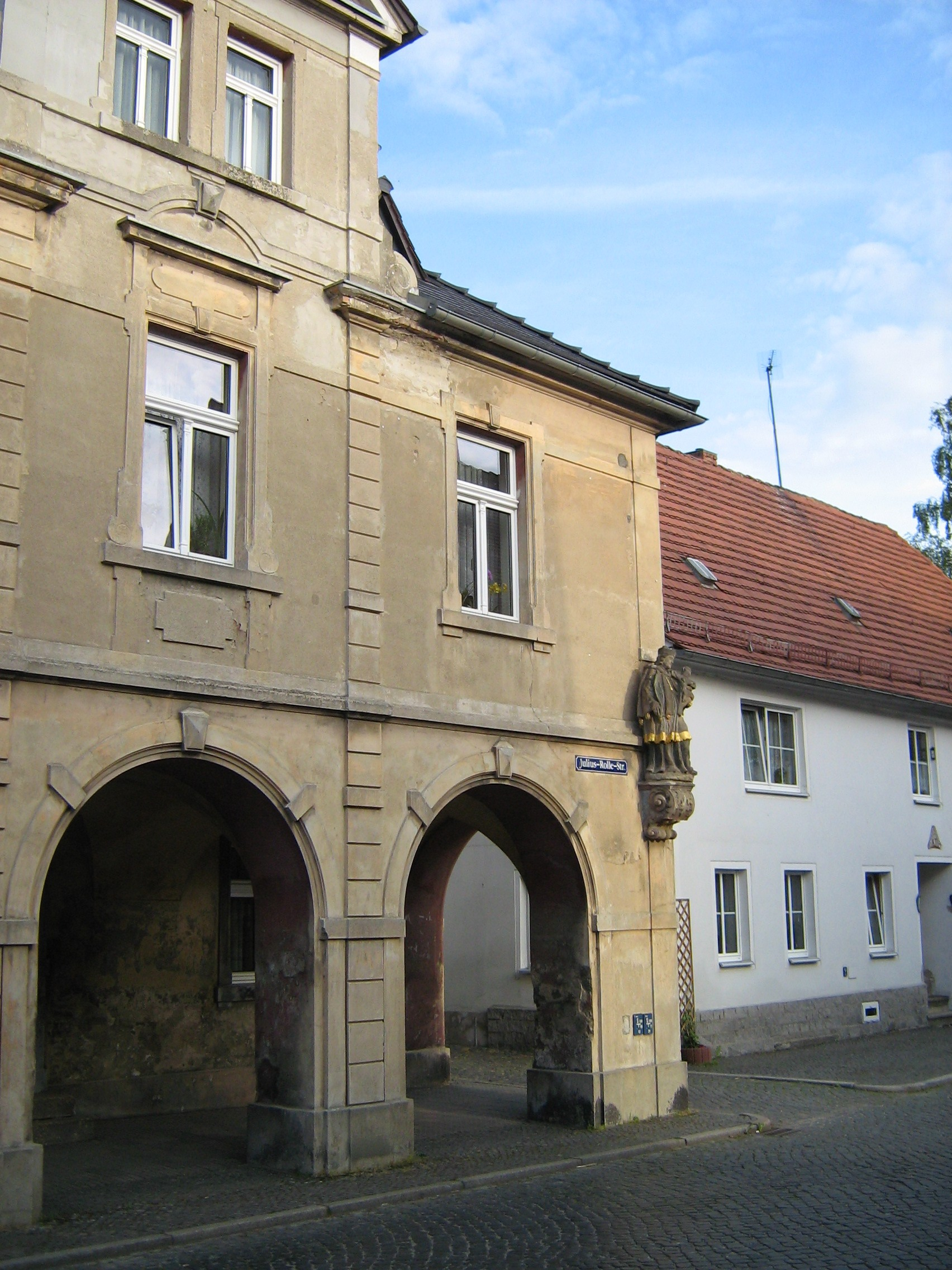
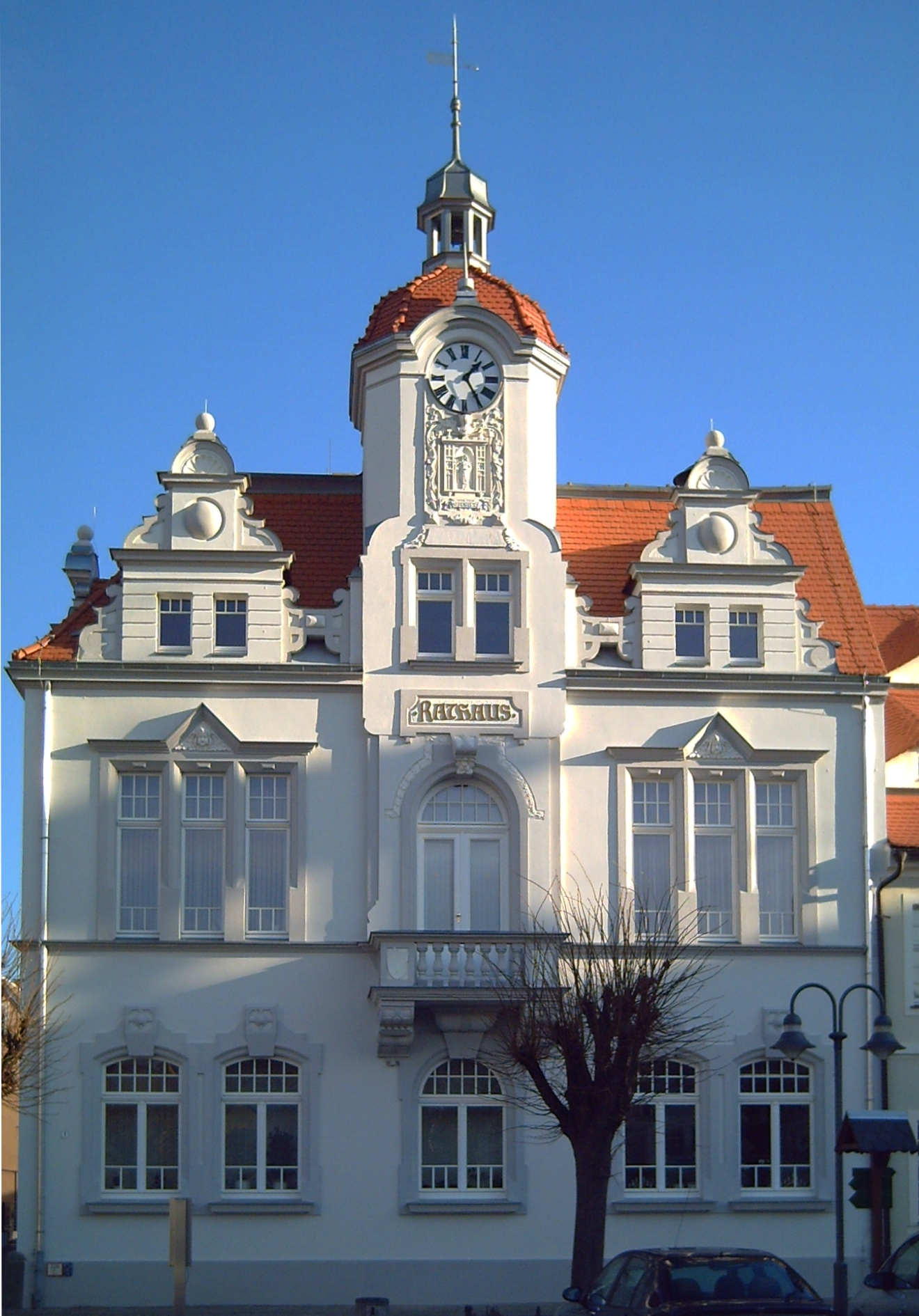